# Kljava, Hrodna voblast
Kljava (vitryska: Клява) är ett vattendrag i Belarus.   Det ligger i voblasten Hrodna voblast, i den nordvästra delen av landet, 120 km väster om huvudstaden Minsk.
I omgivningarna runt Kljava växer i huvudsak blandskog. Runt Kljava är det glesbefolkat, med 18 invånare per kvadratkilometer.